# Hôtel Bristol (Genève)
 (février 2014).
Si vous disposez d'ouvrages ou d'articles de référence ou si vous connaissez des sites web de qualité traitant du thème abordé ici, merci de compléter l'article en donnant les références utiles à sa vérifiabilité et en les liant à la section « Notes et références ».
Pour les articles homonymes, voir Hôtel Bristol.
L'hôtel Bristol est un hôtel situé dans la ville suisse de Genève situé à proximité du lac Léman et face au square du Mont-Blanc ; c'est un hôtel 4 étoiles supérieur, propriété de la comtesse Albina du Boisrouvray.

## Histoire
L'hôtel est édifié à partir de 1851 sur les terrains des anciennes fortifications. Il succède en 1896 à la pension Roth, et grâce aux efforts de la famille Leppin, propriétaire pendant près de trois quarts de siècle, il est devenu un hôtel de tout premier ordre. En 1972 l'hôtel est vendu au comte Guy de Jacquelot du Boisrouvray, qui en confie la gestion en 1976 à la société d'exploitation et de gestion hôtelière (SEGH), laquelle gère également l'hôtel Eden à Genève.
Après le décès du comte, sa fille, la comtesse Albina du Boisrouvray, en devient propriétaire et préside, dès lors, le conseil d'administration de la SEGH. Elle fonde également l’Association François-Xavier Bagnoud afin de venir en aide aux plus démunis.
Dès 1981, à la suite de l’achat de l’immeuble mitoyen par la SEGH, l’hôtel s’agrandit de 30 chambres et crée un nouveau restaurant gastronomique, le Relais Bristol, rebaptisé « Côté Square » à l’occasion des importants travaux de rénovation réalisés en 2014.
Madame Albina du Boisrouvray descend des Polignac, très ancienne famille noble française par sa grand-mère, Joséphine de Polignac (1882-1976) dont un des frères n'est autre que Pierre de Polignac qui épouse en 1920 l'héritière du trône de Monaco, Charlotte de Monaco, fille du prince Louis II.
L’Hôtel Bristol Genève et l’hôtel de Crillon à Paris sont également liés, en effet c’est dans le palace parisien qu’est né le duc Henri de Polignac le 2 janvier 1878. Dans un dictionnaire retraçant l'histoire des Champs-Élysées coécrit par Pascal Payen-Appenzeller et Brice Payen, nous retrouvons trace de cette maison patricienne devenue demeure des Crillon-Polignac et restaurée par l'architecte Charles Lenormand entre 1869 et 1870 (page 128 et 136-137). Un portrait de la duchesse de Polignac, Gabrielle de Polignac, grande amie de la reine Marie-Antoinette, était visible sur un des panneaux du célèbre salon des Aigles de l'hôtel de Crillon.
Les nombreux portraits des familles de Jacquelot du Boisrouvray et de Polignac sont visibles dans la cage d'escalier de l'hôtel Bristol Genève ainsi qu'un arbre généalogique de la famille de Jacquelot du Boisrouvray remontant à 1504.